# Chorągiew husarska prywatna Eustachego Tyszkiewicza
Chorągiew husarska prywatna Eustachego Tyszkiewicza – prywatna chorągiew husarska litewska I połowy XVII wieku, okresu wojen ze Szwedami i Rosją.
Szefem tej chorągwi był wojewoda brzeskolitewski, Eustachy Tyszkiewicz. Żołnierze chorągwi wzięli udział w wojnie polsko-szwedzkiej 1626–1629.